# Ceramea
Ceramea là một chi bướm đêm thuộc phân họ Tortricinae của họ Tortricidae.

## Các loài
- Ceramea singularis Diakonoff, 1951